# Bellardia osetica
Bellardia osetica är en tvåvingeart som beskrevs av Khitsova 1979. Bellardia osetica ingår i släktet Bellardia och familjen spyflugor. Inga underarter finns listade i Catalogue of Life.